# Lucky Strike (90210)
Lucky Strike is de derde aflevering van het eerste seizoen van de televisieserie 90210, die voor het eerst werd uitgezonden op 9 september 2008.

## Verhaal
Debbie voelt zich schuldig, omdat ze Dixon en Annie huisarrest heeft gegeven. Ze besluit een avond bowlen te organiseren om weer wat positieve sfeer binnen de familie te brengen. Dit valt toevallig genoeg op de avond waarop Annie en Ty uit zouden gaan. Ty is teleurgesteld wanneer ze vertelt dat het niet door kan gaan, maar nodigt hem wel uit langs te komen als ze aan het bowlen is. Ook Dixon nodigt mensen uit, onder wie Navid en Silver.
Ryan vraagt Kelly mee uit. Op hun date vraagt Ryan naar de vader van Kelly's zoon Sammy, maar zij laat geen woord over hem los. Naomi is ondertussen teleurgesteld wanneer haar vader voor de zoveelste keer een afspraak afzegt. Hij geeft haar een auto, maar dit kan zijn liefde niet vervangen. Ze besluit hem later die dag te verrassen, maar betrapt hem met een andere vrouw. Ze is gebroken, maar wordt opgevrolijkt door haar beste vriendin Adrianna.
Iedereen komt opdagen wanneer de bowlingavond begonnen is, op Ty na. Annie vraagt zich af waarom hij niet kwam, maar wordt vergezeld door Ethan. Ze lijken even met elkaar te flirten, totdat Ty toch opdaagt en Ethan wederom alleen wordt achtergelaten. De vriendengroep besluit Debbie en Harry te lozen door te vertellen dat ze naar de première van de nieuwe James Bondfilm te gaan. Eenmaal buiten komen ze een verdrietige Naomi tegen. Ethan gaat onmiddellijk naar haar toe om haar te troosten, wat jaloezie veroorzaakt bij Annie.
Wanneer iedereen inmiddels weer thuis is, treft Dixon Silver slapend in haar auto aan. Hij vraagt haar wat er aan de hand is en zij vertrouwt hem toe dat ze niet graag thuis is door haar alcoholistische moeder. Dixon legt uit dat hij hetzelfde heeft meegemaakt voordat hij werd geadopteerd en verzekert haar dat haar geheim veilig bij hem is, voordat hij haar uitnodigt bij hem te overnachten.
De volgende dag wordt Kelly uitgenodigd door de familie Wilson. Ze bespreken Silvers problemen. Kelly confronteert later Jackie ermee dat Silver al dagen overnacht in een opvangtehuis. Jackie reageert echter op egoïstische wijze. Kelly is razend en vertelt dat Silver voortaan bij haar zal wonen. Ondertussen vertelt Naomi haar moeder Tracy dat haar vader vreemdgaat. Tracy vertelt dat ze hier allang van af weet en dat de minnares Gail heet. Naomi vraagt of ze een scheiding zal aanvragen, maar Tracy reageert dat ze dit niet kan maken.

## Rolverdeling

### Hoofdrollen
- Rob Estes - Harry Wilson
- Shenae Grimes - Annie Wilson
- Tristan Wilds - Dixon Wilson
- AnnaLynne McCord - Naomi Clark
- Dustin Milligan - Ethan Ward
- Ryan Eggold - Ryan Matthews
- Jessica Stroup - Erin Silver
- Michael Steger - Navid Shirazi
- Lori Loughlin - Debbie Wilson

### Gastrollen
- Jennie Garth - Kelly Taylor
- Christina Moore - Tracy Clark
- James Patrick Stuart - Charlie Clark
- Ann Gillespie - Jackie Taylor
- Adam Gregory - Ty Collins
- Jessica Lowndes - Adrianna
- Cherilyn Wilson - Morgan
- Chantelle Barry - Nina
- Riley Thomas Stewart - Sammy
- Kristen Rutherford - Margaret
- Joelle ten Damme - Susan Elwood

## Soundtrack
- "If You Can Afford Me" - Katy Perry
- "Hey Hey Girl" - The Virgins
- "All Over Me, All Over You" - Royston Langdon & Bosshouse Music
- "One Week Of Danger" - The Virgins
- "All Coming Back To Me" - Intercooler
- "Love Song" - Sara Bareilles
- "I Thought About You" - The Beautiful Girls
- "A-Punk" - Vampire Weekend
- "Just A Little More Please" - Royston Langdon & Bosshouse Music
- "How Many Birds?" - Benji Hughes
- "The Kiss" - Karmina
- "Better In Time" - Leona Lewis